# Obdulio Varela
Obdulio Jacinto Muiños Varela (Paysandú, 20 september 1917 – Montevideo, 2 augustus 1996) was een Uruguayaans voetballer. Hij was aanvoerder van het Uruguayaans voetbalelftal dat in 1950 het WK won door in de beslissende wedstrijd Brazilië te verslaan. Varela droeg de bijnaam El Negro Jefe (de zwarte leider) verwijzend naar zijn huidskleur en zijn leiderschap op het veld. Hij wordt beschouwd als een van de beste aanvoerders in de voetbalgeschiedenis.

## Clubcarrière
Varela begon in 1936 met voetballen bij Deportivo Juventud. Twee jaar later maakte hij namens Montevideo Wanderers zijn debuut op het hoogste niveau. In 1943 verkaste hij naar Peñarol, waar hij speelde tot 1955. Met Peñarol werd hij zesmaal landskampioen in een tijdsbestek van 12 jaar.

## Interlandcarrière
Varela maakte zijn debuut voor Uruguay in 1939 in een Copa América-wedstrijd tegen Chili in Lima, Peru. Varela kwam als invaller binnen de lijnen.

### WK 1950
De middenvelder wordt vooral herinnerd als aanvoerder van het Uruguayaans elftal dat in 1950 het WK won. Varela speelde een cruciale rol tijdens het toernooi. De beslissende wedstrijd tegen gastland Brazilië moest worden gewonnen door Uruguay om Wereldkampioen te worden. Voorafgaand aan de wedstrijd vertelde bondscoach Juan López tegen zijn spelers dat ze een defensieve speelstijl gingen hanteren. Toen López de kleedkamer verliet, zei Varela tegen zijn medespelers: 'Juan is een goede man, maar als we verdedigend gaan spelen, zullen we hetzelfde lot ondergaan als Zweden en Spanje' (ze verloren met grote cijfers van Brazilië). De toespraak had een belangrijke invloed op het elftal, dat zonder angst speelde en met 0-0 de rust in ging. Vijf minuten in de tweede helft kwam Brazilië op voorsprong via Friaça. Varela liep opvallend langzaam naar het doel, pakte de bal op en ging vervolgens in discussie met de scheidsrechter of het wel of niet buitenspel was. De bedoeling hiervan was dat het Braziliaanse publiek stiller zou worden alvorens er afgetrapt werd om de wedstrijd te hervatten. Daarna zei hij tegen zijn teamgenoten: 'Nu is het tijd om te winnen'. Uruguay kwam langs zij en vervolgens scoorde Schiaffino negen minuten voor tijd de winnende treffer, waardoor Uruguay tegen alle verwachting in wereldkampioen werd.

### WK 1954
Varela speelde ook mee op het WK 1954, welke plaatsvond in Zwitserland. Uruguay bereikte na overwinningen op Tsjecho-Slowakije en Schotland de knock-outfase. In de kwartfinale tegen Engeland schoot Varela zes minuten voor rust zijn land op voorsprong. Met een geplaatst schot van buiten de zestien verschalkte hij de Engelse doelman. Varela raakte geblesseerd voorafgaand aan de halve finale tegen Hongarije, waarin Uruguay na verlenging met 4-2 verloor. Uruguay heeft nooit een WK-wedstrijd verloren waarin Varela meespeelde.

## Erelijst
Met Uruguay:
- Wereldkampioen: 1950
- Copa América: 1942
- Copa Río Branco:1940, 1946, 1948
- Copa Escobar-Gerona: 1943

Met Peñarol:

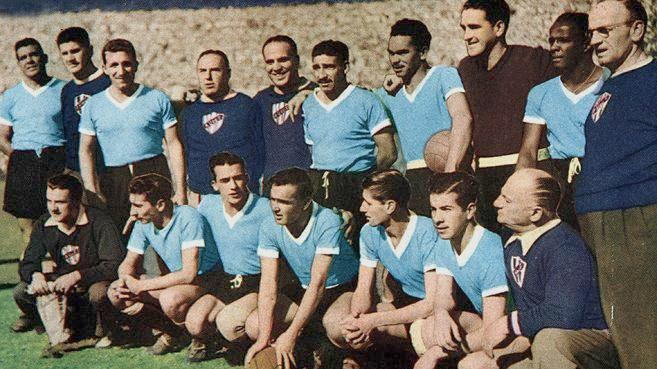
Varela (linksboven) wint in 1950 het WK met Uruguay

- Uruguayaans landskampioen: 1944, 1945, 1949, 1951, 1953, 1954
- Torneo de Honor: 1944, 1945, 1947, 1949, 1950, 1951, 1952, 1953
- Torneo Competencia: 1943, 1946, 1947, 1949, 1951, 1953

Britos ·
Burgueño ·
Gambetta ·
Ghiggia ·
J. González ·
M. González ·
Martínez ·
Máspoli ·
Míguez ·
Morán ·
Ortuño ·
Paz ·
Pérez ·
Pini ·
Rijo ·
Rodríguez Andrade ·
Romero ·
Schiaffino ·
Tejera ·
Varela  ·
Vidal ·
Vilches ·
Coach: López